# Mark Biondich
Mark Biondich es un historiador, profesor del Institute of European, Russian and Eurassian Studies de la Universidad de Carleton, en Canadá, que ha realizado diversos estudios sobre la historia contemporánea de los Balcanes.
Es autor de obras como Stjepan Radić, the Croat Peasant Party, and the Politics of Mass Mobilization, 1904-1928 (University of Toronto Press, 2000), una biografía del político croata Stjepan Radić, o The Balkans: Revolution, War, and Political Violence since 1878 (Oxford University Press, 2011), un estudio sobre los Balcanes y el auge de los nacionalismos en la región a partir de 1878, entre otras.